# Olympische Sommerspiele 1924/Teilnehmer (Italien)
| Gelbes Symbol für Goldmedaillen mit stilisierten Olympischen Ringen | Graues Symbol für Silbermedaillen mit stilisierten Olympischen Ringen | Braundes Symbol für Bronzemedaillen mit stilisierten Olympischen Ringen |
| ------------------------------------------------------------------- | --------------------------------------------------------------------- | ----------------------------------------------------------------------- |
| 8                                                                   | 3                                                                     | 5                                                                       |

Italien nahm an den Olympischen Sommerspielen 1924 in Paris mit einer Delegation von 200 Athleten (196 Männer und 4 Frauen) an 93 Wettkämpfen in 18 Wettbewerben teil.
Die italienischen Sportler gewannen acht Gold-, drei Silber- und fünf Bronzemedaillen. Olympiasieger wurden die Gewichtheber Pierino Gabetti im Federgewicht, Carlo Galimberti im Mittelgewicht und Giuseppe Tonani im Schwergewicht, der Leichtathlet Ugo Frigerio im 10.000-Meter-Gehen, die Radsportler Angelo De Martini, Alfredo Dinale, Aurelio Menegazzi und Francesco Zucchetti in der Bahn Mannschaftsverfolgung, die Fechter Renato Anselmi, Guido Balzarini, Marcello Bertinetti, Bino Bini, Vincenzo Cuccia, Oreste Moricca, Oreste Puliti und Giulio Sarrocchi im Mannschaftswettkampf mit dem Säbel, der Turner Francesco Martino an den Ringen sowie die Turnriege der Männer im Mannschaftsmehrkampf. Fahnenträger bei der Eröffnungsfeier war Ugo Frigerio.

## Teilnehmer nach Sportarten

### Boxen
- Rinaldo Castellenghi
Fliegengewicht: 4. Platz

- Gaetano Lanzi
Fliegengewicht: im Achtelfinale ausgeschieden

- Domenico Bernasconi
Bantamgewicht: in der 1. Runde ausgeschieden

- Armando Ricciardi
Bantamgewicht: in der 1. Runde ausgeschieden

- Bruno Petrarca
Federgewicht: im Viertelfinale ausgeschieden

- Livio Francecchini
Federgewicht: im Achtelfinale ausgeschieden

- Luigi Marfurt
Leichtgewicht: im Achtelfinale ausgeschieden

- Ferdinando De Petrillo
Leichtgewicht: in der 1. Runde ausgeschieden

- Giuseppe Oldani
Weltergewicht: im Achtelfinale ausgeschieden

- Giuseppe Colacicco
Weltergewicht: in der 1. Runde ausgeschieden

- Emilio Bonfigli
Mittelgewicht: in der 1. Runde ausgeschieden

- Orlando Leopardi
Mittelgewicht: in der 1. Runde ausgeschieden

- Carlo Saraudi
Halbschwergewicht: 4. Platz

- Amedeo Grillo
Halbschwergewicht: im Achtelfinale ausgeschieden

- Riccardo Bertazzolo
Schwergewicht: im Viertelfinale ausgeschieden

- Carlo Scotti
Schwergewicht: im Achtelfinale ausgeschieden

### Fechten
- Giorgio Chiavacci
Florett Mannschaft: 4. Platz

- Oreste Puliti
Säbel: disqualifiziert
Florett Mannschaft: 4. Platz
Säbel Mannschaft: Gold

- Aldo Boni
Florett Mannschaft: 4. Platz

- Luigi Cuomo
Florett Mannschaft: 4. Platz

- Valentino Argento
Florett Mannschaft: 4. Platz

- Dante Carniel
Florett Mannschaft: 4. Platz

- Giulio Gaudini
Florett Mannschaft: 4. Platz

- Giorgio Pessina
Florett Mannschaft: 4. Platz

- Virgilio Mantegazza
Degen: 6. Platz
Degen Mannschaft: Bronze

- Renzo Compagna
Degen: 11. Platz

- Giovanni Canova
Degen Mannschaft: Bronze

- Vincenzo Cuccia
Degen Mannschaft: Bronze 
Säbel Mannschaft: Gold

- Marcello Bertinetti
Säbel: im Finale nicht angetreten
Degen Mannschaft: Bronze 
Säbel Mannschaft: Gold

- Giulio Basletta
Degen Mannschaft: Bronze

- Oreste Moricca
Degen Mannschaft: Bronze 
Säbel Mannschaft: Gold

- Bino Bini
Säbel: im Finale nicht angetreten
Säbel Mannschaft: Gold

- Giulio Sarrocchi
Säbel: im Finale nicht angetreten
Säbel Mannschaft: Gold

- Guido Balzarini
Säbel Mannschaft: Gold

- Renato Anselmi
Säbel Mannschaft: Gold

### Fußball
- im Viertelfinale ausgeschieden

Adolfo Baloncieri
Gastone Baldi
Giovanni De Prà
Giuseppe Aliberti
Giuseppe Della Valle
Leopoldo Conti
Luigi Burlando
Mario Magnozzi
Ottavio Barbieri
Renzo De Vecchi
Umberto Caligaris
Virgilio Felice Levratto
Virginio Rosetta
nicht eingesetzt:
Antonio Bruna
Gianpiero Combi
Antonio Janni
Mario Ardissone
Antonio Fayenz
Cesare Martin
Feliciano Monti
Severino Rosso
Giuseppe Calvi
Trainer:
Vittorio Pozzo

### Gewichtheben
- Pierino Gabetti
Federgewicht: Gold

- Sante Scarcia
Federgewicht: 15. Platz

- Giuseppe Conca
Federgewicht: 18. Platz

- Gastone Pierini
Leichtgewicht: 12. Platz

- Cesare Bonetti
Leichtgewicht: 12. Platz

- Silvio Quadrelli
Leichtgewicht: 14. Platz

- Carlo Galimberti
Mittelgewicht: Gold

- Dante Figoli
Mittelgewicht: 10. Platz

- Enrico Pucci
Mittelgewicht: 14. Platz

- Mario Giambelli
Halbschwergewicht: 6. Platz

- Giuseppe Merlin
Halbschwergewicht: 16. Platz

- Armando Tugnoli
Halbschwergewicht: 18. Platz

- Giuseppe Tonani
Schwergewicht: Gold

- Filippo Bottino
Schwergewicht: 6. Platz

- Salvatore Epicoco
Schwergewicht: 11. Platz

### Kunstwettbewerbe
- Antonietta Paoli Pogliani
- Amedeo Lavini
- Vincenzo Gemito
- Amleto Cataldi

### Leichtathletik
- Giovanni Frangipane
100 m: im Halbfinale ausgeschieden
4-mal-100-Meter-Staffel: im Halbfinale ausgeschieden

- Ernesto Bonacina
100 m: im Viertelfinale ausgeschieden
4-mal-100-Meter-Staffel: im Halbfinale ausgeschieden

- Enrico Torre
100 m: im Viertelfinale ausgeschieden
4-mal-100-Meter-Staffel: im Halbfinale ausgeschieden

- Vittorio Zucca
100 m: im Vorlauf ausgeschieden

- Pietro Pastorino
200 m: im Vorlauf ausgeschieden
4-mal-100-Meter-Staffel: im Halbfinale ausgeschieden

- Luigi Facelli
400 m: im Viertelfinale ausgeschieden
400 m Hürden: im Halbfinale ausgeschieden
4-mal-400-Meter-Staffel: 6. Platz

- Alfredo Gargiullo
400 m: im Viertelfinale ausgeschieden
4-mal-400-Meter-Staffel: 6. Platz

- Ennio Maffiolini
400 m: im Vorlauf ausgeschieden
4-mal-400-Meter-Staffel: 6. Platz

- Puccio Pucci
800 m: im Vorlauf ausgeschieden

- Ferruccio Bruni
800 m: im Vorlauf ausgeschieden
1500 m: im Vorlauf ausgeschieden
3000 m Mannschaft: im Vorlauf ausgeschieden

- Mario-Giuseppe Bonini
800 m: im Vorlauf ausgeschieden

- Disma Ferrario
1500 m: im Vorlauf ausgeschieden

- Angelo Davoli
1500 m: im Vorlauf ausgeschieden
3000 m Mannschaft: im Vorlauf ausgeschieden

- Giovanni Garaventa
1500 m: im Vorlauf ausgeschieden
3000 m Mannschaft: im Vorlauf ausgeschieden

- Carlo Speroni
10.000 m: Rennen nicht beendet
Querfeldeinlauf Einzel: Rennen nicht beendet
Querfeldeinlauf Mannschaft: Rennen nicht beendet

- Romeo Bertini
Marathon: Silber

- Tullio Biscuola
Marathon: 22. Platz

- Alberto Cavallero
Marathon: Rennen nicht beendet

- Angelo Malvicini
Marathon: Rennen nicht beendet

- Ernesto Alciati
Marathon: Rennen nicht beendet

- Ettore Blasi
Marathon: Rennen nicht beendet

- Ernesto Ambrosini
3000 m Hindernis: im Vorlauf ausgeschieden
3000 m Mannschaft: im Vorlauf ausgeschieden

- Antenore Negri
3000 m Hindernis: im Vorlauf ausgeschieden

- Guido Cominotto
4-mal-400-Meter-Staffel: 6. Platz

- Ugo Frigerio
10.000 m Gehen: Gold

- Donato Pavesi
10.000 m Gehen: 4. Platz

- Armando Valente
10.000 m Gehen: 7. Platz

- Luigi Bosatra
10.000 m Gehen: 8. Platz

- Carlo Martinenghi
Querfeldeinlauf Einzel: 7. Platz
Querfeldeinlauf Mannschaft: Rennen nicht beendet

- Giuseppe Palmieri
Hochsprung: 19. Platz

- Virgilio Tommasi
Weitsprung: 7. Platz

- Camillo Zemi
Diskuswurf: 17. Platz
Hammerwurf: 13. Platz

- Armando Poggioli
Diskuswurf: 25. Platz

- Albino Pighi
Diskuswurf: 27. Platz
Fünfkampf: 20. Platz

- Carlo Clemente
Speerwurf: 14. Platz

- Adolfo Contoli
Fünfkampf: 15. Platz
Zehnkampf: 11. Platz

### Moderner Fünfkampf
- Omero Chiesa
Einzel: 24. Platz

- Ernesto Corradi
Einzel: 30. Platz

- Giuseppe Micheli
Einzel: 33. Platz

- Gaspare Pasta
Einzel: 36. Platz

### Radsport
- Arturo Bresciani
Straßenrennen: 12. Platz
Straße Mannschaftswertung: 5. Platz

- Antonio Negrini
Straßenrennen: 15. Platz
Straße Mannschaftswertung: 5. Platz

- Nello Ciaccheri
Straßenrennen: 18. Platz
Straße Mannschaftswertung: 5. Platz

- Luigi Magnotti
Straßenrennen: 20. Platz
Straße Mannschaftswertung: 5. Platz

- Guglielmo Bossi
Bahn Sprint: in der 5. Runde ausgeschieden

- Francesco Del Grosso
Bahn Sprint: in der 5. Runde ausgeschieden
Bahn 50 km: Rennen nicht beendet

- Angelo De Martini
4000 m Mannschaftsverfolgung: Gold 
Bahn 50 km: 4. Platz

- Alfredo Dinale
4000 m Mannschaftsverfolgung: Gold 
Bahn 50 km: 6. Platz

- Aurelio Menegazzi
4000 m Mannschaftsverfolgung: Gold

- Francesco Zucchetti
4000 m Mannschaftsverfolgung: Gold

### Reiten
- Tommaso Lequio di Assaba
Springreiten: Silber 
Vielseitigkeit: ausgeschieden
Springreiten Mannschaft: 5. Platz
Vielseitigkeit Mannschaft: Bronze

- Leone Valle
Springreiten: 15. Platz
Springreiten Mannschaft: 5. Platz

- Alessandro Alvisi
Springreiten: 26. Platz
Vielseitigkeit: 12. Platz
Springreiten Mannschaft: 5. Platz
Vielseitigkeit Mannschaft: Bronze

- Emanuele Beraudo di Pralormo
Springreiten: ausgeschieden
Vielseitigkeit: 17. Platz
Springreiten Mannschaft: 5. Platz
Vielseitigkeit Mannschaft: Bronze

- Alberto Lombardi
Vielseitigkeit: 11. Platz
Vielseitigkeit Mannschaft: Bronze

### Ringen
- Giovanni Gozzi
Bantamgewicht, griechisch-römisch: in der 3. Runde ausgeschieden

- Carlo Ponte
Bantamgewicht, griechisch-römisch: in der 2. Runde ausgeschieden

- Enrico Porro
Federgewicht, griechisch-römisch: in der 2. Runde ausgeschieden

- Gerolamo Quaglia
Federgewicht, griechisch-römisch: in der 2. Runde ausgeschieden

- Walter Ranghieri
Leichtgewicht, griechisch-römisch: in der 3. Runde ausgeschieden

- Roberto De Marchi
Leichtgewicht, griechisch-römisch: in der 2. Runde ausgeschieden

- Giuseppe Gorletti
Mittelgewicht, griechisch-römisch: 4. Platz

- Andrea Gargano
Mittelgewicht, griechisch-römisch: in der 2. Runde ausgeschieden

- Dante Ceccatelli
Halbschwergewicht, griechisch-römisch: in der 2. Runde ausgeschieden

- Bruto Testoni
Halbschwergewicht, griechisch-römisch: in der 2. Runde ausgeschieden

- Mario Giuria
Schwergewicht, griechisch-römisch: in der 2. Runde ausgeschieden

- Aleardo Donati
Schwergewicht, griechisch-römisch: in der 2. Runde ausgeschieden

- Pietro Tordera
Bantamgewicht, Freistil: in der 1. Runde ausgeschieden

- Fernando Cavallini
Federgewicht, Freistil: in der 1. Runde ausgeschieden

- Riccardo Pizzocaro
Leichtgewicht, Freistil: in der 1. Runde ausgeschieden

- Enrico Bonassin
Mittelgewicht, Freistil: im Halbfinale zur Bronzemedaille ausgeschieden

- Fabio Del Genovese
Halbschwergewicht, Freistil: in der 2. Runde ausgeschieden

### Rudern
- Ercole Olgeni
Zweier mit Steuermann: Silber

- Giovanni Scatturin
Zweier mit Steuermann: Silber

- Gino Sopracordevole
Zweier mit Steuermann: Silber

- Renato Berninzone
Vierer mit Steuermann: 4. Platz

- Marcello Casanova
Vierer mit Steuermann: 4. Platz

- Gastone Cerato
Vierer mit Steuermann: 4. Platz

- Jean Cipollina
Vierer mit Steuermann: 4. Platz

- Massimo Ballestrero
Vierer mit Steuermann: 4. Platz

- Antonio Cattalinich
Achter mit Steuermann: Bronze

- Francesco Cattalinich
Achter mit Steuermann: Bronze

- Simeone Cattalinich
Achter mit Steuermann: Bronze

- Giuseppe Crivelli
Achter mit Steuermann: Bronze

- Latino Galasso
Achter mit Steuermann: Bronze

- Pietro Ivanov
Achter mit Steuermann: Bronze

- Bruno Sorich
Achter mit Steuermann: Bronze

- Carlo Toniatti
Achter mit Steuermann: Bronze

- Vittorio Gliubich
Achter mit Steuermann: Bronze

### Schießen
- Emilio Piersantelli
Schnellfeuerpistole 25 m: 37. Platz

- Giovanni Scarella
Schnellfeuerpistole 25 m: 51. Platz

- Giuseppe Laveni
Freies Gewehr 600 m: 10. Platz
Freies Gewehr Mannschaft: 10. Platz
Kleinkaliber liegend 50 m: 61. Platz

- Alberto Coletti Conti
Freies Gewehr 600 m: 14. Platz
Freies Gewehr Mannschaft: 10. Platz

- Ricardo Ticchi
Freies Gewehr 600 m: 51. Platz
Freies Gewehr Mannschaft: 10. Platz
Kleinkaliber liegend 50 m: 51. Platz

- Sem De Ranieri
Freies Gewehr 600 m: 65. Platz
Freies Gewehr Mannschaft: 10. Platz

- Camillo Isnardi
Freies Gewehr Mannschaft: 10. Platz
Kleinkaliber liegend 50 m: 40. Platz

- Carlo Ernesto Panza
Kleinkaliber liegend 50 m: 41. Platz

- Giacomo Serra
Trap: 19. Platz
Trap Mannschaft: 9. Platz

- Nicola Rebisso
Trap: Wettkampf nicht beendet
Trap Mannschaft: 9. Platz

- Giacomo Rossi
Trap: Wettkampf nicht beendet
Trap Mannschaft: 9. Platz

- Federico Cesarano
Trap Mannschaft: 9. Platz

- Giuseppe Bellotto
Trap Mannschaft: 9. Platz

- Salvatore Lucchesi
Trap Mannschaft: 9. Platz

### Schwimmen
Männer
- Renato Bacigalupo
1500 m Freistil: im Vorlauf ausgeschieden
4-mal-200-Meter-Freistilstaffel: im Halbfinale ausgeschieden

- Agostino Frassinetti
4-mal-200-Meter-Freistilstaffel: im Halbfinale ausgeschieden

- Gianni Patrignani
4-mal-200-Meter-Freistilstaffel: im Halbfinale ausgeschieden

- Emilio Polli
4-mal-200-Meter-Freistilstaffel: im Halbfinale ausgeschieden

- Luciano Trolli
200 m Brust: im Vorlauf ausgeschieden

- Emerico Biach
200 m Brust: im Vorlauf ausgeschieden

### Segeln
- Carlo Nasi
6-Meter-Klasse: 7. Platz

- Cencio Massola
6-Meter-Klasse: 7. Platz

- Roberto Moscatelli
6-Meter-Klasse: 7. Platz

### Tennis
Männer
- Umberto De Morpurgo
Einzel: Bronze 
Doppel: im Achtelfinale ausgeschieden
Mixed: im Achtelfinale ausgeschieden

- Clemente Serventi
Einzel: in der 1. Runde ausgeschieden
Doppel: im Achtelfinale ausgeschieden

Frauen
- Giulia Perelli
Einzel: in der 2. Runde ausgeschieden
Doppel: im Viertelfinale ausgeschieden
Mixed: im Achtelfinale ausgeschieden

- Paola Bologna
Einzel: in der 2. Runde ausgeschieden
Doppel: im Viertelfinale ausgeschieden

- Rosetta Gagliardi
Einzel: im Achtelfinale ausgeschieden

### Turnen
Männer
- Ferdinando Mandrini
Einzelmehrkampf: 4. Platz
Pferdsprung: 7. Platz
Barren: 24. Platz
Reck: 14. Platz
Ringe: 8. Platz
Seitpferd: 30. Platz
Tauhangeln: 18. Platz
Seitpferdsprung: 21. Platz
Mannschaftsmehrkampf: Gold

- Mario Lertora
Einzelmehrkampf: 10. Platz
Pferdsprung: 34. Platz
Barren: 5. Platz
Reck: 12. Platz
Ringe: 15. Platz
Seitpferd: 29. Platz
Tauhangeln: 10. Platz
Seitpferdsprung: 32. Platz
Mannschaftsmehrkampf: Gold

- Vittorio Lucchetti
Einzelmehrkampf: 12. Platz
Pferdsprung: 45. Platz
Barren: 22. Platz
Reck: 20. Platz
Ringe: 9. Platz
Seitpferd: 19. Platz
Tauhangeln: 18. Platz
Seitpferdsprung: 28. Platz
Mannschaftsmehrkampf: Gold

- Francesco Martino
Einzelmehrkampf: 16. Platz
Pferdsprung: 57. Platz
Barren: 15. Platz
Reck: 11. Platz
Ringe: Gold 
Seitpferd: 28. Platz
Tauhangeln: 13. Platz
Seitpferdsprung: 44. Platz
Mannschaftsmehrkampf: Gold

- Luigi Cambiaso
Einzelmehrkampf: 17. Platz
Pferdsprung: 14. Platz
Barren: 14. Platz
Reck: 21. Platz
Ringe: 17. Platz
Seitpferd: 44. Platz
Tauhangeln: 18. Platz
Seitpferdsprung: 30. Platz
Mannschaftsmehrkampf: Gold

- Giuseppe Paris
Einzelmehrkampf: 18. Platz
Pferdsprung: 41. Platz
Barren: 16. Platz
Reck: 27. Platz
Ringe: 18. Platz
Seitpferd: 5. Platz
Tauhangeln: 24. Platz
Seitpferdsprung: 36. Platz
Mannschaftsmehrkampf: Gold

- Luigi Maiocco
Einzelmehrkampf: 33. Platz
Pferdsprung: 21. Platz
Barren: 47. Platz
Reck: 40. Platz
Ringe: 22. Platz
Seitpferd: 20. Platz
Tauhangeln: 39. Platz
Seitpferdsprung: 50. Platz
Mannschaftsmehrkampf: Gold

- Giorgio Zampori
Pferdsprung: 53. Platz
Barren: Bronze 
Reck: 30. Platz
Ringe: 16. Platz
Seitpferd: 23. Platz
Tauhangeln: 35. Platz
Seitpferdsprung: 24. Platz
Mannschaftsmehrkampf: Gold

### Wasserball
- 10. Platz
Tito Ambrosini
Mario Balla
Aroldo Berruti
Achille Gavoglio
Mario Cazzaniga
Eugenio Della Casa
Giuseppe Valle

### Wasserspringen
Männer
- Luigi Cangiullo
10 m Turmspringen: in der 1. Runde ausgeschieden